# Октруа
Октруа (от лат. auctor) — в Средние века сборы (внутренние налоги), взимавшиеся при ввозе товаров на феодальные, городские территории. Октруа назывались также и привилегии монопольных торговых компаний XVI—XVIII вв. В XIX веке отменены в большинстве стран в результате создания единого внутреннего рынка.